# (2395) Aho
Ne doit pas être confondu avec (24761) Ahau.
(2395) Aho est un astéroïde de la ceinture principale.

## Description
(2395) Aho est un astéroïde de la ceinture principale. Il fut découvert le 17 mars 1977 à Harvard par l'observatoire de l'université Harvard. Il présente une orbite caractérisée par un demi-grand axe de 3,08 UA, une excentricité de 0,04 et une inclinaison de 0,3° par rapport à l'écliptique.

## Compléments